# Andrzej Biernat
Andrzej Zbigniew Biernat (Urzędów; 11 de Agosto de 1960 — ) é um político da Polónia. Ele foi eleito para a Sejm em 25 de Setembro de 2005 com 6244 votos em 11 no distrito de Sieradz, candidato pelas listas do partido Platforma Obywatelska.